# Thuốc thử Bial
Thuốc thử Bial là một thuốc thử trong hóa học hữu cơ cho biết sự hiện diện của pentose. Nó được đặt theo tên của Manfred Bial, một bác sĩ người Đức. Các thành phần bao gồm orcinol, acid hydrochloric và sắt(III) chloride. Một pentose, nếu có, sẽ bị khử nước để tạo thành furfural, sau đó chất này phản ứng với orcinol để tạo ra một chất có màu. Dung dịch sẽ chuyển sang màu hơi xanh và có thể tạo kết tủa. Việc ước tính các bước sóng liên quan có thể được thực hiện bằng cách tham khảo vạch Fraunhofer, dung dịch cho thấy hai dải hấp thụ, một dải màu đỏ nằm giữa vạch Fraunhofer B và C và dải còn lại gần vạch D.

## Thành phần
Thuốc thử Bial bao gồm 0,4 g orcinol, 200 ml acid hydrochloric đậm đặc và 0,5 ml dung dịch sắt(III) chloride 10%. Thuốc thử này được sử dụng để phân biệt pentose với hexose; sự phân biệt này dựa trên màu sắc xuất hiện khi có orcinol và sắt(III) clorua. Furfural từ pentose cho màu xanh lam hoặc xanh lục. Hydroxymethylfurfural có liên quan từ hexose có thể tạo ra dung dịch màu nâu đục, vàng hoặc xám và điều này có thể dễ dàng phân biệt với màu xanh lục của pentose.

## Thuốc thử định lượng
Thuốc thử Bial có thể được sử dụng dưới dạng phản ứng đo màu định lượng bằng máy đo quang phổ. Fernell và King (1953) đã công bố một quy trình xác định đồng thời pentose và hexose từ các phép đo ở hai bước sóng. Các phiên bản khác nhau của thí nghiệm này được sử dụng rộng rãi để xác định nhanh RNA về mặt hóa học và trong bối cảnh này, nó thường được gọi là xét nghiệm orcinol.